# Pakt starostů a primátorů
Pakt starostů a primátorů je výrazná evropská iniciativa zaměřená na orgány místní a regionální správy, které se dobrovolně zavázaly ke zvýšení energetické účinnosti a používání obnovitelných zdrojů energie na území, jež spravují. Signatáři Paktu se zavazují ke splnění a překročení cíle Evropské unie snížit do roku 2020 emise CO2 o 20 %.
Po přijetí klimaticko-energetického balíčku Evropské unie v roce 2008 Evropská komise zahájila iniciativu Pakt starostů a primátorů, aby ocenila a podpořila úsilí orgánů místní správy spojené s prováděním strategií udržitelné energie.
Pakt starostů a primátorů orgány Evropské unie vzhledem k jeho jedinečnosti – jedná se o jediné hnutí tohoto druhu, prostřednictvím něhož se mobilizují místní a regionální činitelé k plnění cílů Evropské unie – představují jako výjimečný model správy na několika úrovních.

## Signatáři Paktu starostů a primátorů
Signatáři Paktu starostů a primátorů se mohou stát evropské orgány místní samosprávy všech velikostí, od vesniček po hlavní města a velké metropolitní oblasti.
Velkoměsta, města a jiné městské oblasti mají klíčovou úlohu při zmírňování změny klimatu (mitigace), protože spotřebovávají tři čtvrtiny energie, která se vyrábí v Evropské unii, a mají podobný podíl emisí CO2. Orgány místní samosprávy mají také ideální postavení k tomu, aby měnily chování občanů a zabývaly se komplexně klimatickými a energetickými tématy, zejména prostřednictvím slaďování veřejných a soukromých zájmů a integrace otázek udržitelné energie do celkových cílů místního rozvoje.
Přistoupení k Paktu starostů a primátorů představuje pro orgány místní samosprávy příležitost rozvíjet snahy o snižování emisí CO2 na jejich území, využívat evropské podpory a poznatky a vyměňovat si zkušenosti s jejich evropskými protějšky.

## Formální závazky
Působnost Paktu starostů a primátorů zdaleka přesahuje pouhé prohlášení o záměrech. Ke splnění vlastních náročných cílů spojených se snížením emisí CO2 se totiž signatáři zavazují provést řadu opatření a souhlasí s tím, že budou podávat zprávy o své činnosti, která také bude monitorována. Formálně se zavazují, že v předem stanovených termínech splní tyto povinnosti:
- Vytvoří odpovídající administrativní struktury, což zahrnuje i přidělení dostatečných lidských zdrojů, potřebné k provedení potřebných opatření;
- Sestaví bilanci základních emisí;
- Do roka od oficiálního přistoupení k iniciativě Pakt starostů a primátorů předloží akční plán pro udržitelnou energii a přijmou konkrétní opatření k alespoň 20% snížení emisí CO2 do roku 2020;
- Nejméně každý druhý rok po předložení akčního plánu pro udržitelnou energii předloží prováděcí zprávu za účelem zhodnocení, sledování a ověření provedených opatření.

Signatáři se ke splnění zásadní potřeby mobilizovat místní zainteresované struktury při vypracovávání akčního plánu pro udržitelnou energii zavazují, že:
- Budou sdílet zkušenosti a znalosti s ostatními orgány místní samosprávy;
- Budou pořádat místní dny pro energii, díky nimž budou rozšiřovat povědomí občanů o udržitelném rozvoji a energetické účinnosti;
- Zúčastní se každoročních oslav Paktu starostů a primátorů, tematických workshopů a setkání diskusních skupin nebo se na nich budou podílet;
- Budou šířit vize Paktu na příslušných fórech, a zejména budou povzbuzovat další starosty v připojení k Paktu.

## Akční plány pro udržitelnou energii
Signatáři Paktu starostů a primátorů se k dosažení a překročení náročných energetických a klimatických cílů Evropské unie zavazují, že do roka od přistoupení k iniciativě vypracují akční plán pro udržitelnou energii (SEAP). V tomto akčním plánu, schváleném obecním zastupitelstvem, se popisují činnosti a opatření, která signatáři plánují ke splnění svých závazků, s uvedením příslušných termínů a rozdělení odpovědnosti.
Praktické pokyny a jasná doporučení k celému procesu vypracování SEAP jsou obsaženy v různých technických a metodologických podpůrných materiálech (jako například Příručka pro SEAP a vzor SEAP, zprávy o uplatněných metodikách a nástrojích atd.). Tento podpůrný balíček vypracovaný v úzké spolupráci se Společným výzkumným centrem Evropské komise, který vychází z praktických zkušeností orgánů místní samosprávy, signatářům Paktu přináší hlavní zásady a jasný přístup krok za krokem. Veškeré dokumenty lze stáhnout z knihovny internetových stránek www.eumayors.eu.

## Koordinace a podpora

### Koordinátoři a podpůrné struktury Paktu
Signatáři Paktu ne vždy disponují odpovídajícími nástroji a zdroji k přípravě bilance základních emisí, vypracování souvisejícího akčního plánu pro udržitelnou energii a financování opatření v něm uvedených. V této perspektivě mají provincie, regiony, sítě a sdružení obcí zásadní úlohu v tom, že signatářům pomáhají dostát jejich závazků.
Koordinátoři Paktu jsou veřejné orgány působící na různých úrovních správy (státní, regionální, provinciální), které signatářům poskytují strategické pokyny, ale také finanční a technickou podporu při vypracovávání a realizaci akčních plánů pro udržitelnou energii. Komise rozlišuje „územní koordinátory“, což jsou decentralizované orgány na nižší než státní úrovni, jako jsou provincie, regiony a veřejná sdružení obcí, a „státní koordinátory“, což jsou státní veřejné instituce jako například státní energetické agentury a ministerstva pro energetiku.
Podpůrné struktury Paktu jsou evropské, státní a regionální sítě a sdružení orgánů místní samosprávy, které přispívají svou lobby, komunikací a schopnostmi vytvářet kontakty k propagaci iniciativy Paktu starostů a primátorů a podpoře závazků jeho signatářů.

### Kancelář Paktu starostů a primátorů
Kancelář Paktu starostů a primátorů, kterou spravuje konsorcium sítí zastupující orgány místní a regionální samosprávy pod vedením organizace Energy Cities, sestávající z organizací CEMR, Climate Alliance, Eurocities a FEDARENE, signatářům Paktu a zainteresovaným subjektům poskytuje denně propagační, technickou a administrativní podporu. Kancelář Paktu starostů a primátorů je financována Evropskou komisí a je pověřena celkovou koordinací iniciativy.

### Orgány Evropské unie
Evropská komise k podpoře vypracování a provádění akčních plánů signatářů pro udržitelnou energii přispívá k vývoji finančních nástrojů zaměřených zejména na signatáře Paktu starostů a primátorů, jako je například Evropská místní energetická pomoc (ELENA), kterou založila ve spolupráci s Evropskou investiční bankou pro rozsáhlé projekty, a ELENA-KfW v rámci partnerství s německou skupinou KfW, jež přináší další přístup k mobilizaci udržitelných investic malých a středních obcí.
Kromě podpory Evropské komise má Pakt také plnou institucionální podporu zejména ze strany Výboru regionů, který iniciativu podporuje už od jejích počátků; Evropského parlamentu, na jehož půdě proběhly první dva slavnostní podpisy; a Evropské investiční banky, která pomáhá místním orgánům s odhalením jejich investičního potenciálu.

### Společné výzkumné centrum
Společné výzkumné centrum Evropské komise je v rámci iniciativy odpovědné za poskytování technické a vědecké podpory. Úzce spolupracuje s Kanceláří Paktu starostů a primátorů v tom, že signatářům poskytuje jasné technické pokyny a vzory k plnění závazků vyplývajících z Paktu starostů a primátorů a sledování jeho provádění a výsledků.